# Хуанфран (фудбалер, 1976)
Хуан Франсиско Гарсија Гарсија (шп. Juan Francisco García García; 15. јул 1976) бивши је шпански фудбалер који је играо у одбрани, највише као леви бек.
Своју професионалну каријеру је почео и завршио у Левантеу за који је наступао и у омладинским селекцијама. За репрезентацију Шпаније је наступао 11 пута.

## Успеси
Леванте
- Друга лига Шпаније: 1995/96.

Валенсија
- Куп Шпаније: 1998/99.
- Интертото куп: 1998.

Селта
- Интертото куп: 2000.

Ајакс
- Куп Холандије: 2005/06.

АЕК
- Куп Грчке: финалиста 2008/09.